# Malaltia de les cèl·lules I
La malaltia de les cèl·lules I, també coneguda com a mucolipidosi II, és una malaltia lisosomal hereditària, autosòmica recessiva, descrita per primera vegada l'any 1967. És poc freqüent, ja que té una prevalença global estimada d'entre 1/625.500 i 1/123.500 nounats. Ara per ara, no existeix cura per aquesta condició i el seu tractament és simptomàtic i de suport (fisioteràpia, programes de desenvolupament cognitiu, teràpia ocupacional, control de les infeccions, ortopèdia o -en determinats casos- ventilació assistida). El trasplantament de moll d'os no aporta beneficis significatius.

## Clínica
- Alteracions esquelètiques,[2] de vegades en el context d'un hiperparatiroïdisme secundari greu,[3] que pot cursar amb fractures neonatals múltiples.
- Retard psicomotor i de creixement.[4][5]
- Infeccions respiratòries recurrents[6] i trastorns del son.[7]
- Mort prematura (la majoria dels casos moren durant els primers anys de vida i molt pocs sobreviuen més enllà de l'adolescència).[8]
- Anomalies cornials diverses.[9]
- Eventualment, cardiomegàlia/miocardiopatia dilatada.[10]
- Dismòrfia facial[11] i anomalies del tracte respiratori superior.[12]
- En algun cas singular s'ha descrit la concurrència d'aquesta malaltia i la síndrome de Moyamoya (un tipus de vasculopatia cerebral).[13]

## Patologia cel·lular
- Absència o alteració de la funció de la N-acetilglicosamina-fosfotransferasa,[14] a causa d'una mutació en el gen GNPTAB,[15] localitzat al cromosoma 12.[16]
- Absència d'enzims en els lisosomes.
- Augment d'hidrolases a la matriu extracel·lular.[17]